# 新風舎出版賞
新風舎出版賞（しんぷうしゃしゅっぱんしょう）は、新風舎が開催していた出版作品賞。1996年創設。
フィクション部門、ノンフィクション部門、ポエトリー部門、ビジュアル部門の4部門から成り立っていた。
過去28回、ほぼ1年に2回のペースで行われ、最盛期には1回に6千作を越える応募があった。2008年1月の新風舎の破産により、終了した。

## 概要
「商業主義偏重の出版界に風穴を開け、本を出したいと思うすべての人に出版という舞台を開放する」という目的の元に、広く作品を募集し、大賞などの作品は新風舎が出版費用を負担して企画出版される。その一方で、応募規定はゆるく、応募作品の多くはレベルが低く選外になる。これは多数の作品を募り、選外になった応募者に共同出版を薦めるためである。

## 出版実現プログラム
新風舎では、新風舎出版賞に入賞しなかった作品にも「出版実現プログラム」という名の共同出版を積極的に提案している。これは多くの人に出版の機会を提供するものであるが、その一方で、自費出版、共同出版を事業内容とする新風舎にとって、より多くの作品を出版することは本来の事業目的に適ったものであり、「商業主義偏重の出版界に風穴を開け」るという目的を掲げてはいるものの、入賞しなかった作品の出版を提案することは新風舎なりの商業主義であるとも言える。
このような商法については賛否両論があり、2006年10月7日付け朝日新聞が「自費出版ブームを作った詩人経営者」という見出しで新風舎の特集を組んでいる一方、ネット上では藤原新也や有田芳生により取り上げられ、週刊文春2006年11月30日号にも「朝日新聞がモテ囃す『詩人経営者』に憤る作家のタマゴたち」という記事が掲載されている。

## 主な受賞作品
- 第22回フィクション部門最優秀賞受賞『摘出 つくられた癌』霧村悠康
- 第24回最優秀賞受賞『三日月ライダー』
- 第26回大賞受賞『小さい“つ”が消えた日』
- 第26回最優秀賞受賞『かぐや姫の遺伝子』
- 第26回特別賞受賞『連鎖する虐待』

## 出版実現プログラムからの出版作品（共同出版）
- 第25回応募作品『サルト』
- 第24回応募作品『手紙屋さん』

など多数。